# C/2024 Y1 (Mašek)
Kometa C/2024 Y1 (Mašek) je dlouhoperiodická kometa, která byla objevena 25. prosince 2024 českým astronomem Martinem Maškem. K jejímu objevu byl vzdáleně využit robotický dalekohled FRAM umístěný na Observatoři Pierra Augera v Argentině.
V rámci českých objevů komet se jedná o první objev z jižní polokoule a zároveň první, kdy pozorovatel přistupoval k dalekohledu vzdáleně. K předchozímu objevu komety českým astronomem došlo před 24 lety, kdy kometu P/2000 U6 zpozoroval Miloš Tichý na Observatoři Kleť v jižních Čechách.
Mezinárodní astronomická unie potvrdila objev a název komety 31. prosince 2024.

## Objev
Martin Mašek jako zaměstnanec Fyzikálního ústavu AV ČR využívá volný pozorovací čas dalekohledů FRAM, které jsou součástí observatoře Pierra Augera v Argentině, ale patří Fyzikálnímu ústavu. Na jednom ze série snímků z noci z 24. na 25. prosince 2024, nad západním obzorem – v oblasti, kterou už nesledují velké přehlídkové dalekohledy – objevil mlhavý objekt. Když tento objekt našel i na snímcích pořízených další noc, oznámil objev Central Bureau for Astronomical Telegrams (součást Mezinárodní astronomické unie).
Třetí noc bylo v Argentině špatné počasí, a proto využil další robotický dalekohled FRAM, umístěný na chilské observatoři Cherenkov Telescope Array poblíž hory Cerro Paranal. I tam bylo těleso zřetelné, a tak poslal své pozorování do Minor Planet Center. Tato instituce uveřejnila objev na své stránce Possible comet confirmation page. Na základě toho v následujících dnech několik astronomů z Austrálie a Chile poslalo vlastní pozorování, která existenci tělesa potvrzují.

## Dráha komety
Kometa C/2024 Y1 je dlouhoperiodická kometa. Před průletem kolem Slunce byla její oběžná doba 855 let. Slunce její dráhu podstatně změnilo – její nová oběžná doba byla určena na 488 let a maximální vzdálenost od Slunce, do které doletí, na 123,18 astronomické jednotky (au), tj. 18,4 miliardy km. To je mnohem dále, než v jaké vzdálenosti obíhá Neptun, Pluto i většina známých transneptunických těles.
Při svém objevu se kometa již vzdalovala od Slunce. Nejblíže mu byla 26. listopadu 2024, kdy se přiblížila na vzdálenost 0,823 au (123 milionů km). Nejblíže Zemi pak byla v polovině ledna 2025, a to 1,13 au (169 milionů km).
V době objevu byla kometa pozorovatelná pouze z jižních oblastí. Z Česka je viditelná v souhvězdí Eridanu od přelomu února a března 2025, ale se vzdalováním od Slunce ještě více slábla. Určitou dobu ji pak šlo pozorovat již jen velkými dalekohledy.

## Další fotografie

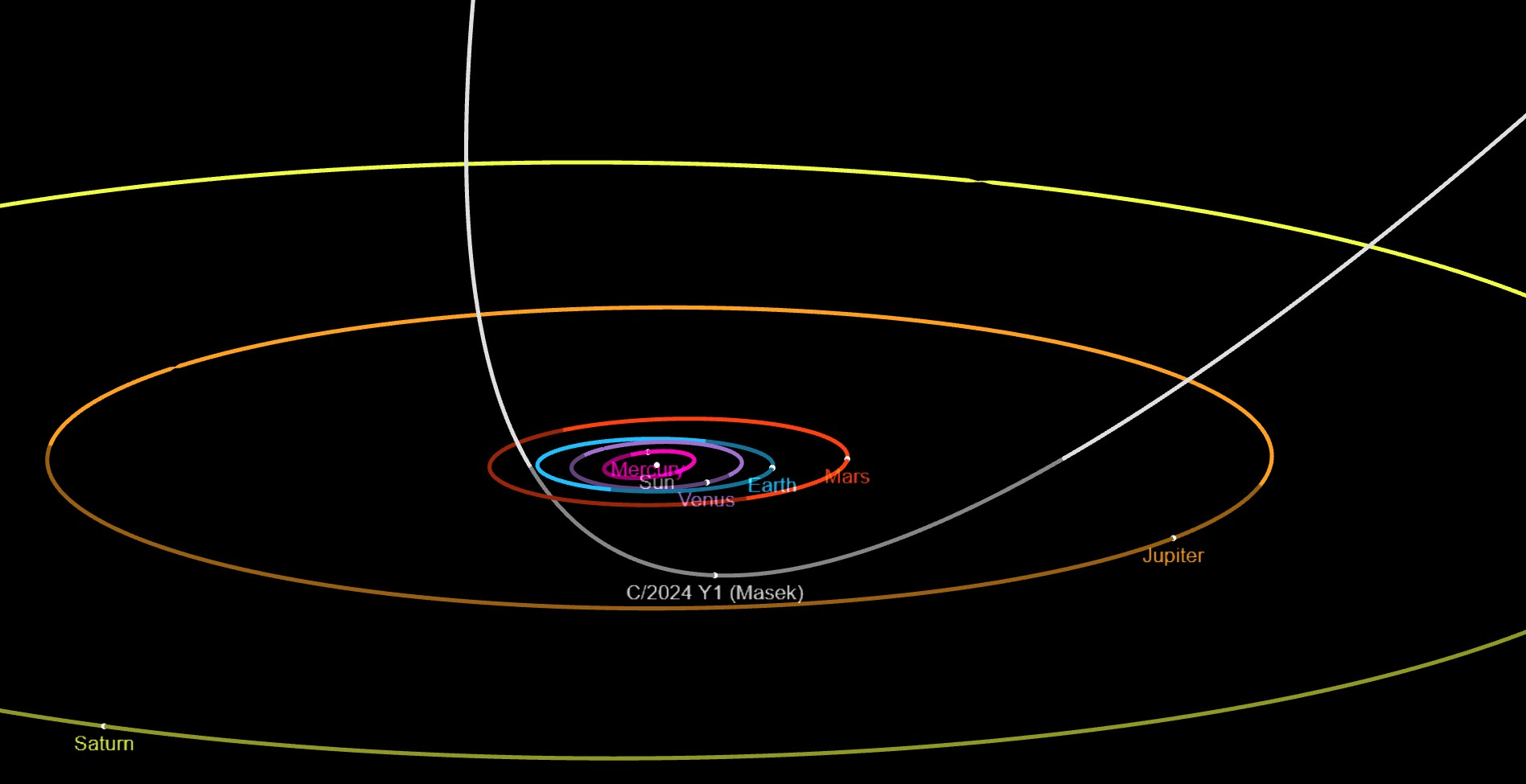
Dráha komety ve Sluneční soustavě
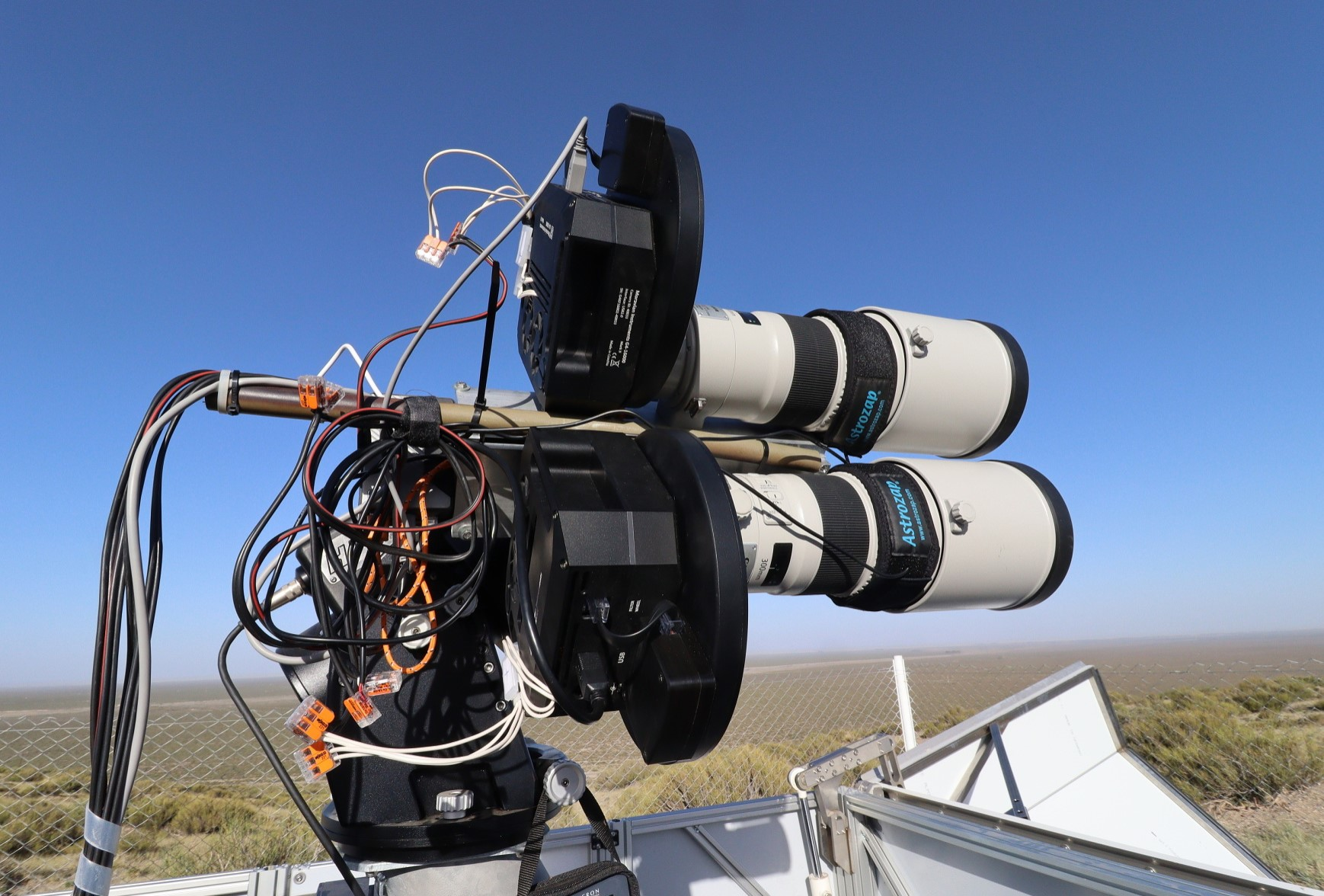
Dalekohled FRAM, kterým byla kometa objevena
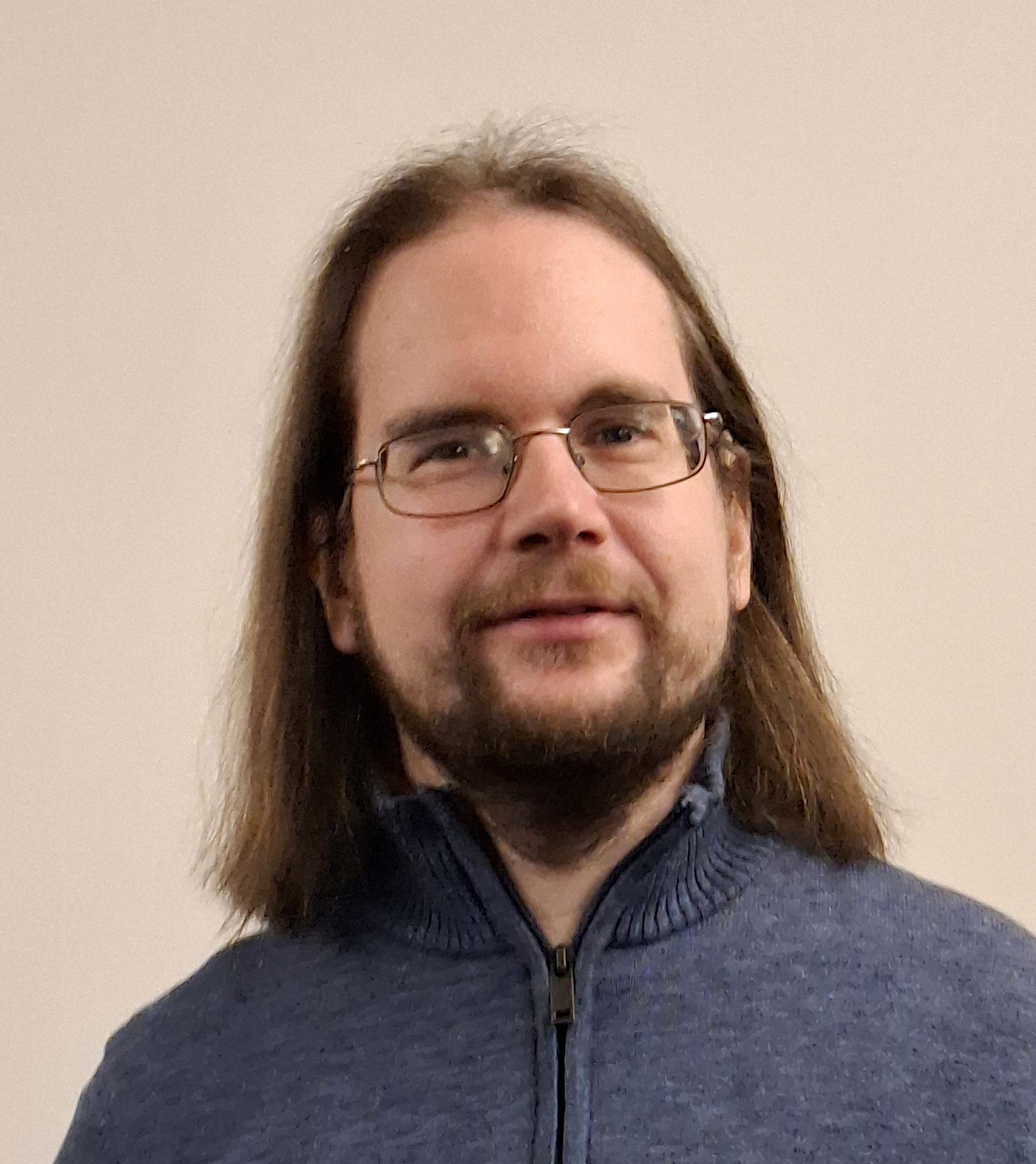
Objevitel komety Martin Mašek